# Partidul Umanist Social Liberal
Partidul Umanist Social Liberal (abreviat PUSL, în trecut PPU-SL, i.e. Partidul Puterii Umaniste-Social Liberal) este un partid politic parlamentar din România. Acesta a fost înființat în 2015, de către membrii Partidului Conservator (PC) care nu doreau fuziunea cu Partidul Liberal Reformator (PLR), condus de Călin Popescu-Tăriceanu.

## Istoric
În vara anului 2015, Partidul Conservator (PC), condus de Daniel Constantin a fuzionat cu Partidul Liberal Reformator (PLR), creând Alianța Liberalilor și Democraților (ALDE). În același timp, europarlamentarul PC Maria Grapini, s-a împotrivit acestei decizii, criticând dispariția ideologiei partidului și a anunțat că se va alătura unui nou grup, Partidul Puterii Umaniste (social-liberal).
La alegerile locale din iunie 2016, a obținut două mandate de primar (0,06% din totalul României) și 105 în calitate de consilier municipal (0,26%). Un scandal s-a iscat, după ce în ciuda obiecțiilor lui Grapini, celălalt copreședinte, Ioan Ghișe, a susținut candidatura lui Cristian Popescu Piedone la funcția de primar al sectorului 4 din București, sub anchetă pentru responsabilitățile legate de incendiul Colectiv din octombrie 2015. Apoi, la alegerile parlamentare din decembrie 2016, procentele au rămas în jurul valorii de 0,04%, fără a obține vreun mandat.
Partidul nu a participat direct la alegerile europarlamentare din mai 2019. Maria Grapini a concurat pe listele Partidului Social Democrat, obținând reconfirmarea mandatului său, și s-a realăturat PPU (social-liberal) în februarie 2020.
Campania electorală al Ramonei Bruynseels la alegerile prezidențiale s-a bazat pe scopul reformării clasei politice și a pus accent pe renunțarea la privilegiul imunității parlamentare. Cu toate acestea, candidatul PPU (social-liberal) a obținut 2,65% din voturi, părăsind ulterior partidul.
În februarie 2020, PPU (social-liberal) și-a schimbat din nou structura de conducere, cu numirea lui Daniel Ionașcu ca președinte executiv național, până atunci vicepreședinte al partidului. În lunile imediat următoare, s-au alăturat deputații Grațiela-Leocadia Gavrilescu, Alexandru Băișanu, Daniel Căprar, Andrei Gerea, Steluța Cătăniciu și senatorul Teodor Meleșcanu.
Pe 25 iunie 2020, în plenul Camerei Deputaților, a fost anunțată înființarea grupării umaniste în cadrul grupului parlamentar al PSD. Din aceasta fac parte deputații: Grațiela Gavrilescu, Alexandru Băișanu, Doru Oprișcan, Andrei Gerea, Eugen Durbacă, Steluța Cătăniciu și Dorel Căprar. Ulterior, la data de 7 iulie 2020 senatorul bistrițean Ioan Simionca s-a înscris în partid, devinind astfel al doilea senator din gruparea umanistă.

## Doctrină
Partidul Umanist Social Liberal și-a propus să preia doctrina umanistă, susținută la începutul anilor 1990 de fondatorul PC, Dan Voiculescu. Această ideologie, plasând omul în centrul politicii și societății, a urmărit să protejeze libertățile și drepturile individului.
În 2015, când s-a lansat, partidul se autocaracteriza ca fiind de centru-dreapta. Ulterior a respins noțiunea de stânga-dreapta, promovând o a treia cale, reprezentată de umanismul conservator. Migrarea mai multor politicieni de la Partidul Mișcarea Populară la PUSL a întărit curentul conservator din partid.
Partidul are o retorică populistă, centrată în jurul liderului său carismatic, Cristian Popescu Piedone.
Nicolae Păun a declarat că s-a înscris în PUSL deoarece partidul promovează politici socialiste, liberale și umaniste.

## Performanță electorală

### Alegeri prezidențiale
| An   | Candidat          | Primul tur | Primul tur | Primul tur | Al doilea tur    |
| An   | Candidat          | Voturi     | %          | Loc        | Voturi           |
| ---- | ----------------- | ---------- | ---------- | ---------- | ---------------- |
| 2019 | Ramona Bruynseels | 244.275    | 2,65%      | 7          |                  |
| 2025 | Lavinia Șandru    | 60.682     | 0,64%      | 6          | Nu s a calificat |

### Alegeri parlamentare
| An   | Camera Deputaților | Camera Deputaților | Camera Deputaților | Senat  | Senat | Senat   | Guvernare |
| An   | Voturi             | %                  | Mandate            | Voturi | %     | Mandate | Guvernare |
| ---- | ------------------ | ------------------ | ------------------ | ------ | ----- | ------- | --------- |
| 2016 | 2.599              | 0,04               | 0 / 329            | 3.066  | 0,04  | 0 / 136 | Opoziție  |

| An   | Voturi | %  | Camera Deputaților | Senat   | Poziție | Guvernare        |
| ---- | ------ | -- | ------------------ | ------- | ------- | ---------------- |
| 2020 | -      | 1% | 0 / 136            | 0 / 329 | 8       | Extraparlamentar |

## Legătură externă
- Website oficial